# سقوط آرثر
سقوط آرثر هو عنوان قصيدة غر كاملة كتبها جون رونالد تولكين حول أسطورة الملك آرثر. نشرت هاربر كولينز أول طبعة من القصيدة بعد وفاة تولكين في مايو عام 2013.
استخدم تولكين أسلوب القصيدة الغنائية في كتابته قصيدة سقوط آرثر التي امتدت إلى ما نحو 1000 بيت بطريقة تقلد مقياس بيوولف للإنجليزية القديمة ولكن في اللغة الإنجليزية الحديثة. تعتبر القصيدة مستوحاة من الخيال الآرثري للعصور الوسطى العليا. تستخدم القصيدة أسلوب القرون الوسطى المبكرة سواء في الشكل (باستخدام الأبيات الجرمانية) أو في المحتوى. يحارب آرثر كقائد عسكري بريطاني خلال عصر الهجرات الغزو الساكسوني.
تتجنب القصيدة في الوقت نفسه بعض ما ورد في القرون الوسطى العليا للحلقة الآرثرية كالكأس المقدسة والأجواء الدمثة. تبدأ القصيدة بالغزو البريطاني المضاد لأراضي الساكسون (يتجه آرثر شرقًا بقصد الحرب).

## قصة التأليف
كتب تولكين القصيدة في بداية ثلاثينيات القرن الماضي عندما كان حائزًا على أستاذية رولينسون وبوسورث للأنجلو ساكسونية في كلية بمبروك بأكسفورد. توقف عن متابعة القصيدة في مرحلة ما بعد عام 1934، وعلى الأرجح في عام 1937 عندما كان مشغولًا بإعداد رواية الهوبيت للنشر. يعود تاريخ تأليفها إلى الفترة التالية لقصيدة السيد والسيدة لعام 1930؛ وهي قصيدة مكونة من 508 بيت مكتوبة على نمط بريتون القصصي.
هجر تولكين القصيدة لنحو 20 عام حتى عام 1955 حين عبّر عن رغبته في العودة إلى قصيدته الطويلة لاستكمالها بعد أن نشر رواية سيد الخواتم. لكنها ظلت غير مكتملة مع ذلك.

## تاريخ النشر
كان وجود القصيدة معروفًا منذ نشر همفري كاربنتر لسيرة تولكين في عام 1977.
استشهد كاربنتر بمقطع من نص القصيدة، ليثبت أنها أحد الحالات القليلة جدًا التي أعطى فيها تولكين العاطفة الجنسية علاجًا أدبيًا صريحًا؛ إذ يعبر موردريد في هذه الحالة عن عاطفته غير المُشبَعة لغوينيفر.
كانت القصيدة بعد وفاة تولكين أحد أعماله غير المعدلة التي طال انتظارها كثيرًا . أعلن راينر أونوين وفقًا لجون راتيليف عن خطط لتحرير القصيدة في وقت مبكر من عام 1985، ولكن تأجل العمل على الطبعة بسبب «مشاريع أكثر إلحاحًا» (مثل تاريخ الأرض الوسطى 1983-1996) لتلبية المطالب التي ترغب بقصص أساطير تولكين أكثر من نتاجه الأدبي في مناطق أخرى.